# Vilar (San Tirso de Abres)
Vilar es un barrio de la parroquia de San Salvador, concejo de San Tirso de Abres, en la comarca del Eo-Navia, Principado de Asturias, España.